# Дронов, Никита Дорофеевич
Ники́та Дорофе́евич Дро́нов (1900—1961) — участник Великой Отечественной войны, командир 170-го гвардейского стрелкового полка 57-й гвардейской стрелковой дивизии 8-й гвардейской армии 1-го Белорусского фронта, гвардии полковник. Герой Советского Союза.

## Биография
Родился 14 сентября 1900 года в селе Гамалиевка Российской империи, ныне Миргородского района Полтавской области Украины, в бедной крестьянской семье. Украинец.
Участник Гражданской войны. В 1918 году ушёл добровольцем в Красную армию. Службу проходил в Моздокском караульном батальоне. Участвовал в разгроме вооруженных банд в окрестностях Моздока и Владикавказа. Позднее служил в Закавказском военном округе, где принимал активное участие в формировании Кутаисского и Ленинаканского полков. Член ВКП(б)/КПСС с 1921 года.
Великая Отечественная война застала Дронова слушателем курсов усовершенствования политсостава в Москве. Вскоре он был назначен военным комиссаром Учебного центра по подготовке партизан-подрывников. Дронов показал хорошие способности по организации партизанского движения — нередко вылетал в тыл противника и лично руководил деятельностью народных мстителей.
В декабре 1943 года он, окончив Центральные курсы «Выстрел», назначается командиром стрелкового полка в 8-ю гвардейскую армию, которая проявила себя в боях у стен Сталинграда. Большой и славный путь прошел полк Дронова. В феврале 1944 года войска 3-го Украинского фронта вели наступательную операцию с целью освобождения Криворожья и Никополя. Полк Дронова наступал на направлении главного удара. Артиллеристы и миномётчики, стрелки и пулемётчики полка действовали настолько стремительно, что гитлеровцы не успевали занимать промежуточные оборонительные рубежи. Гвардейцы Дронова за 8 дней наступления продвинулись на 160 километров, с ходу форсировали водные преграды Каменка и Ингулец, освободили десятки населённых пунктов и захватили богатые трофеи. При подведении итогов этих боёв командование писало, что Дронов «в боевых операциях в сложных условиях обстановки принимает правильные решения. Лично в бою ведёт себя хладнокровно и выдержанно». По представлению командующего 3-м Украинским фронтом генерала армии Р. Я. Малиновского командир полка Никита Дорофеевич Дронов был награждён полководческим орденом Суворова III степени.
В мае 1944 года войска 3-го Украинского фронта форсировали реку Днестр в районе Тирасполя и заняли плацдарм на западном берегу этой реки. Гитлеровцы прилагали все усилия, чтобы вернуть утраченные позиции. Контратаки следуют одна за другой. Надо было во что бы то ни стало удержать плацдарм. И плацдарм был сохранён до подхода главных сил фронта. Командование сообщало, что 170-й гвардейский стрелковый полк стойко и мужественно вёл оборонительные бои, отразил более 45 яростных атак крупных сил пехоты и танков врага. Это было достигнуто благодаря «правильной организации жёсткой обороны и умелому использованию всех огневых средств». Командир полка был награждён орденом Красного Знамени.
В августе 1944 года 8-я гвардейская армия 1-го Белорусского фронта вступила на территорию Польши. Командир 170-го гвардейского стрелкового полка подполковник Н. Д. Дронов должен был переправиться со своим полком через реку Вислу и закрепиться на противоположном берегу. Форсирование этой многоводной реки, за которой пролегали сильно укреплённые вражеские рубежи, началось глубокой ночью. К рассвету полк во главе с Н. Д. Дроновым был на противоположном берегу реки. Его бойцы в районе населённого пункта Магнушев (южнее Варшавы) захватили плацдарм и прочно закрепились на нём. Гитлеровцы оказали сильное сопротивление и сразу же начали контратаку. В упорном бою полк выбил противника с линии обороны и занял три крупных населённых пункта. При этом было уничтожено и захвачено в плен до 350 гитлеровцев и в качестве трофеев взято три орудия и двенадцать пулемётов.
За умелое руководство полком при форсировании Вислы, героизм и мужество, проявленные при управлении последующим боем, указом Президиума Верховного Совета СССР подполковнику Н. Д. Дронову 24 марта 1945 года было присвоено высокое звание Героя Советского Союза.
Полк продолжал победный путь вперёд, освободив землю и вступив на территорию гитлеровской Германии. Главная задача 57-й дивизии, в составе которой находился 170-й стрелковый полк под командованием Н. Д. Дронова, состояла в прорыве сильно укреплённой полосы обороны немцев и овладении районом Альт-Тухебанд, в последующем дивизии предстояло перерезать железную дорогу и овладеть участком автострады в районе Ной-Тухебанд. Утром 16 апреля вслед за огневым валом, круша врага, устремилась вперёд пехота. Танки прикрыли её своей бронёй. Разгорался упорный ожесточённый бой. К 16 часам 170-й гвардейский прорвал первую позицию противника и, овладев несколькими домами на юго-восточной окраине Альт-Тухебанд, завязал упорный и тяжёлый бой в этом крупном опорном пункте. Немцы оказывали исключительно упорное сопротивление. Наступление пехоты было задержано. Наши войска несли большие потери в живой силе и технике и были вынуждены закрепиться на захваченных рубежах. Немцы непрерывно контратаковали, бросив на этот участок крупные силы. Авиация и артиллерия противника вели губительный огонь по расположению наших войск. Обстановка в полосе дивизии сложилась очень тяжёлая.
Писатель М. П. Смакотин в своей книге «От Дона до Берлина» пишет:

«В этих боях особенно отличился 170-й гвардейский стрелковый полк под командованием Героя Советского Союза гвардии подполковника Никиты Дорофеевича Дронова. Для обороны Берлина гитлеровцами были сосредоточены десятки дивизий, много отдельных полков, бригад, различных отрядов и групп, все резервные части. Но это были последние усилия перед катастрофой. Ни мощные укрепленные валы и крепости, ни наспех сколоченные дивизии, ни сводные отряды полиции — ничто уже не могло помочь Гитлеру. Гвардейцы 170-го полка 57-й гвардейской дивизии 18 апреля, развивая наступление, вышли на юго-западную окраину Герльсдорфа. В ожесточенных боях они захватывали дом за домом, а в доме — этаж за этажом. Все неудержимо рвались к Рейхстагу».

170-му гвардейскому стрелковому полку за отличные боевые действия при овладении столицей фашистской Германии — городом Берлином — приказом Верховного Главнокомандующего от 11 июня 1945 года было присвоено наименование «Берлинский». В День Победы на груди Н. Д. Дронова рядом с Золотой Звездой сияли два ордена Ленина, три ордена Красного Знамени, ордена Красной Звезды и Суворова, много медалей. Герой также был награждён орденами и медалями Польской Народной Республики.
После окончания войны гвардии полковник Н. Д. Дронов служил военным комиссаром горвоенкомата г. Баку.
Умер Никита Дорофеевич 12 марта 1961 года, похоронен в Баку.

## Награды и звания
- Герой Советского Союза. Указ Президиума Верховного Совета СССР от 24 марта 1945 года :
  - Орден Ленина,
  - Медаль «Золотая Звезда» № 5171.
- Орден Ленина.
- Орден Красного Знамени. Указ Президиума Верховного Совета СССР от 3 ноября 1944 года.
- Орден Красного Знамени. Приказ Военного совета 8 гвардейской армии № 485/н от 17 февраля 1945 года.
- Орден Красного Знамени. Приказ Военного совета 8 гвардейской армии № 629/н от 15 мая 1945 года.
- Орден Красного Знамени.
- Орден Суворова III степени. Приказ Военного совета 3 Украинского фронта № 37/н от 21 апреля 1944 года.
- Орден Красной Звезды. Приказ Военного совета Воронежского фронта № 19/н от 30 января 1943 года.
- Медаль «За оборону Москвы». Указ Президиума Верховного Совета СССР от 1 мая 1944 года.
- Юбилейная медаль «XX лет Рабоче-Крестьянской Красной Армии». Указ Президиума Верховного Совета СССР от 24 января 1938 года.
- Медали СССР.
- Награждён орденами и медалями Польской Народной Республики[3].

## Память
- В родном селе Герою установлена мемориальная доска, а пионерская дружина школы носила его имя.
- Одна из улиц села Троицкое Моздокского района носит фамилию Дронова Н. Д.
- В музее истории школы и семьи Космодемьянских в гимназии № 201 г. Москвы есть материалы, посвященные Н. Д. Дронову[4].